# ديمتريوس رايت
ديمتريوس رايت (بالإنجليزية: Demetrius Wright)‏ هو لاعب كرة قدم أمريكية ولاعب كرة القدم الكندية أمريكي، ولد في 19 ديسمبر 1991 في كورونا في الولايات المتحدة.